# Narewka (Fluss)
Die Narewka (belarussisch Нараўка) ist ein linker Nebenfluss des Narew im westlichen Belarus und im nordöstlichen Polen.
Sie entspringt im belarussischen Teil des Walds von Białowieża und durchfließt die Wysoczyzny Podlasko–Białoruskie (das Podlachisch-Belarussische Plateau) in der Woiwodschaft Podlachien in Polen und der Hrodsenskaja Woblasz in Belarus. Die Flusslänge beträgt 61,1 km, davon 21,7 km in Belarus. Das Einzugsgebiet wird mit 710,7 km² angegeben.